# Canon EF 1200mm

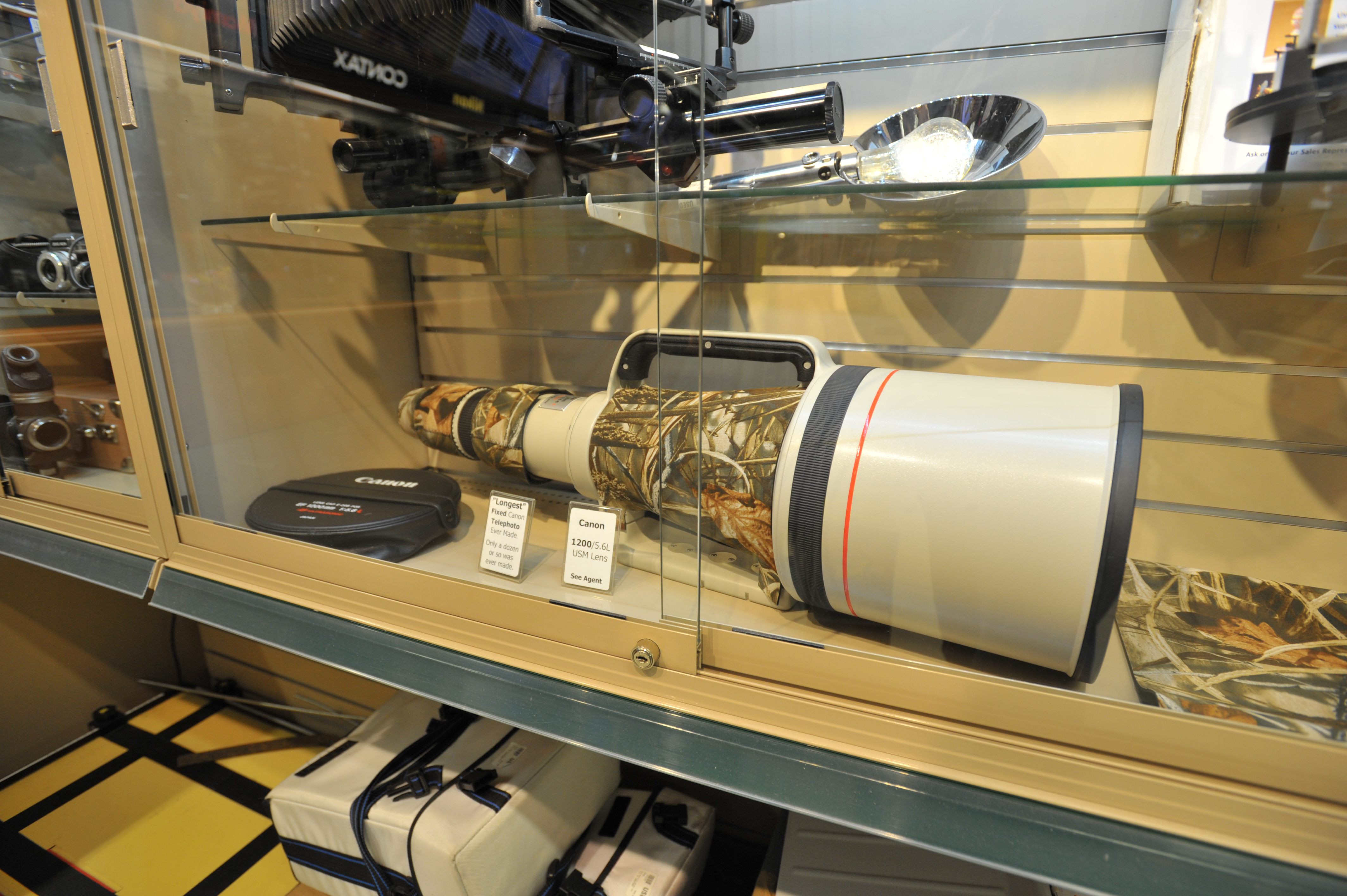
Canon EF 1200mm f/5.6 L

Canon EF 1200mm – obiektyw stałoogniskowy firmy Canon z mocowaniem typu EF. W momencie jego wprowadzenia na rynek był to najdłuższy dostępny teleobiektyw z autofocusem dla aparatów fotograficznych typu SLR i pozostaje najdłuższym teleobiektywem z mocowaniem EF wyprodukowanym przez Canona.

## Opis konstrukcji
Układ optyczny obiektywu składa się z 13 soczewek w 10 grupach, dwie z soczewek zrobione są ze sztucznego fluorytu. Długość obiektywu wynosi 836 mm, a średnica – 228 mm, jego masa wynosi 16,5 kg.

## Historia
Obiektyw został opracowany na podstawie wcześniejszego prototypu FD 1200mm f/5.6L. W momencie jego wprowadzenia na rynek kosztował 9.800.000 jenów (prawie 90 tysięcy dolarów według ówczesnego przelicznika, ich współczesna cena wynosi około 120 tysięcy dolarów). Obiektywy tego typu budowane były wyłącznie na zamówienie. Nigdy nie potwierdzono oficjalnie ile ich zbudowano, ocenia się, że powstało pomiędzy 12 a 20 takich obiektywów, choć według niektórych ocen zbudowano ich „mniej niż 100”. Konstrukcja jednego obiektywu trwała około 18 miesięcy co było spowodowane przede wszystkim 12-miesięcznym okresem potrzebnym do wyhodowania odpowiednio dużych kryształów flurytu. Nie są znani wszyscy użytkownicy tego obiektywu, wiadomo, że zostały one zakupione przez miesięcznik „Sports Illustrated”, stowarzyszenie National Geographic, oraz podejrzewa się, że kilka z nich zostało zakupionych przez rząd amerykański na użytek różnych agencji federalnych.